# Tabloid Junkie
A Tabloid Junkie Michael Jackson amerikai énekes dala 1995-ben megjelent HIStory: Past, Present and Future című albumáról. A dal a kétlemezes album 2. lemezén szerepel, tizennégy másik új dallal együtt (az első lemez válogatásalbum Jackson 15 legsikeresebb számával). A pop-rock stílusú dal, mely nagyrészt arról szól, hogy a média mennyit foglalkozik Jackson magánéletével, nagyrészt pozitív kritikákat kapott. Ez az album hetedik dala, ami ezzel a témával foglalkozik. Kislemezen nem jelent meg.

## Háttere
Az 1987-ben megjelent Leave Me Alone és a HIStory albumon szereplő They Don’t Care About Us, Scream és This Time Around dalokhoz hasonlóan a Tabloid Junkie is arról szól, az énekest mennyire dühítik az alaptalan pletykák, melyeket a bulvármédia terjesztett róla, főleg 1993-ban, mikor gyermekmolesztálással vádolták. Jackson kapcsolata a sajtóval már az 1980-as évek második fele óta nem volt felhőtlen. 1986-ban egy bulvárlap azt állította, Jackson oxigénkamrában alszik, hogy lassabban öregedjen – a cikkhez készült képben Jackson üvegketrecben feküdt. A valóságban az énekes egy kórháznak adományozott oxigénsátrat, innen eredt a pletyka. Jackson később egy Bubbles nevű csimpánzot vett háziállatnak, a média ezt úgy értelmezte, mint újabb jelét annak, hogy az énekes távolodik a valóságtól.
Egy újabb szóbeszéd szerint Jackson meg akarta vásárolni a genetikai betegsége miatt Elefántemberként elhíresült Joseph Merrick csontjait. Jackson ezt is cáfolta. A pletykák következtében született a Jackson által gyűlölt „Wacko Jacko” (kb. 'őrült Jacko') becenév. Jackson felhagyott azzal, hogy valótlan történeteket szivárogtasson ki a sajtónak, ezért a sajtó elkezdett magától újakat kitalálni. A Leave Me Alone című dalhoz 1989-ben megjelent videóklipjében Jackson erősen kritizálta a sajtót, aminek úgy érezte, áldozatul esett. A klipben újságok láthatóak bizarr szalagcímekkel, Jackson az Elefántember csontjaival táncol, és az orrát egy sebészkés kergeti.
1993 augusztusában Jackson és a sajtó kapcsolata elérte a mélypontot. Az énekest egy Jordan Chandler nevű gyermek szexuális molesztálásával vádolták, és a média nagy érdeklődéssel követte a nyomozás eseményeit. Az újságok gyakran szenzációhajhász, valótlanságot állító szalagcímekkel keltették fel a figyelmet, rendőrségtől kiszivárogtatott információkat vásároltak pénzért, és az objektivitás minimálisan sem volt jellemző rájuk, főcímeik gyakorlatilag tényként kezelték Jackson bűnösségét. „El kell hogy mondjam, nagyon elkeserít, ahogy a borzalmas média kezeli az ügyet. Minden lehetőséget megragadtak arra, hogy darabjaira szedjék és manipulálják a vádakat, hogy a nekik tetsző következtetést vonhassák le belőle.” – nyilatkozta egy alkalommal Jackson. Jackson a stressz miatt nyugtatókon és altatókon élt. A média akkor sem enyhült meg irányában, amikor szanatóriumba kellett vonulnia.

## A dal
A Tabloid Junkie pop—funk dal, hasonlít a new jack swing stílushoz. Jackson gyors tempóban énekel, egyes kritikusai szerint nem is énekel, hanem hörög. A szöveg könyörgés a közönséghez, hogy ne higgyenek el mindent. „Az, hogy a magazinban olvasod vagy a tévéképernyőn látod, nem jelenti, hogy igaz”. Jackson kritizálja az újságírókat („a tolladdal embereket kínozol”), leírja, mekkora hatással volt rá a média, és hogy a riporterek mennyire igyekeztek negatív színben feltüntetni őt, hogy félrevezessék az embereket. A dal Gb dúrban íródott, négynegyedes ütemben. Erős dobritmus és beatbox jellemzi. Jackson hangterjedelme Cb4 és Bb7 közötti. A dal tempója 111 beats per minute.

## Fogadtatása
A Tabloid Junkie nagyrészt kedvező kritikákat kapott. James Hunter, a Rolling Stone munkatársa szerint a Tabloid Junkie és a hasonló témájú Scream „két merész Jam és Lewis-dal”, ami „nagyon jól működik”, és „Jackson simulékony hangját hatalmas funk-rock konstrukció veszi körül”. Robert Christgau film- és zenekritikus szerint a Tabloid Junkie az egyik kiemelkedő dal az albumon. Jim Farber a New York Daily Newstől megjegyezte, hogy a Tabloid Junkie „virtuális szatírája” a dobritmusban hangsőlyos dalstílusnak, melyet Jam és Lewis az 1980-as években kidolgozott.
David Browne az Entertainment Weeklytől úgy vélte, hogy az album dalai közül a Tabloid Junkie a legtranszcendensebb, és refrénje – „Az, hogy a magazinban olvasod vagy a tévéképernyőn látod, nem jelenti, hogy igaz” – Jackson „legmegragadóbb, legeltökéltebb refrénje évek óta”. Bár Browne általánosságban dicsérte a dalt, megjegyezte, hogy túl sok benne a fiktív tévéadásokból átvett részlet, és Jackson olyan feszülten énekel, hogy szinte már hörög, ami miatt a szöveg alig érthető. „Nagy lehetőséget kapott és eldobta – már nem először.” Deepika Reedy, a The Daily Collegian újságírója szerint a dalban van egyfajta nyerseség, amit Jackson nem közelített meg a Billie Jean óta. Patrick Macdonald a The Seattle Timestől megjegyezte, hogy bár a Tabloid Junkie támadás a Jacksont érintő szenzációhajhász szalagcímek ellen, a vad történetek legtöbbjét maga Jackson kezdte terjeszteni.